# Грищенко Вікторія Анатоліївна
Грищенко Вікторія Анатоліївна (нар. 1970) — українська клінічна біохімікиня, ветеринарка, доктор ветеринарних наук, професор, лауреатка Державної премії України в галузі науки і техніки та премії імені С. З. Ґжицького.

## Походження та навчання
Вікторія Грищенко народилася 1970 року у Києві. Вона у 1992 році закінчила з відзнакою ветеринарний факультет Української сільськогосподарської академії (нині — Національний університет біоресурсів і природокористування України).

## Трудова діяльність
У 1997 році Грищенко почала працювати викладачкою в альма-матер. У період з 2001 по 2002 роки вона обіймала посаду заступниці декана новоствореного факультету «Якість і безпека продукції АПК». Також протягом 2001—2002 навчального року була стипендіаткою Кабінету Міністрів України.
У 2002 році вченій було присвоєно вчене звання доцентки, а у 2008 р. — професора. Також з 2004 по 2006 роки виконувала обов'язки завідувачки кафедри біохімії тварин, якості і безпеки сільськогосподарської продукції імені академіка М. Ф. Гулого.
У 2013—2014 роках працювала директором ННЦ підготовки та атестації наукових і науково-педагогічних кадрів вищої кваліфікації.
Членство у вчених радах
- спеціалізованої вченої ради Д 26.008.04 з правом захисту докторських (кандидатських) дисертацій за спеціальністю 03.00.04 — біохімія (секретарка, 1999—2002; заступник голови 2007—2008; член — з 2009);
- ВАК (нині ДАК) України із зоотехнії та ветеринарної медицини (секретарка, 2001—2006; член, з 2010);
- ННІ ветеринарної медицини та якості і безпеки продукції тваринництва (з 2001);
- проблемна вчена рада НДІ здоров'я тварин (з 2007);
- Національного університету біоресурсів і природокористування України (2013—2014).

Членкиня секцій
- спеціалізована секція «Біологія» Комітету з Державних премій України в галузі науки і техніки (вчений секретар, з 2006);
- секція з присвоєння Державних премій України в галузі науки і техніки молодим вченим (з 2008);

## Наукова діяльність
У 1998 році Вікторія Грищенко захистила кандидатську дисертацію на тему: «Особливості білкового спектра крові новонароджених телят в умовах зміни параметрів кислотно-лужного стану», а у 2006 році — докторську дисертацію «Біохімічне та клінічне обгунтування застосування засобів репаративної терапії на основі фосфоліпідів молока при ентеропатології телят» за спеціальністю 03.00.04 — біохімія. При написанні обох дисертацій науковий керівником / консультантом ученої був академік Національної академії наук України та Національної академії аграрних наук України Дмитро Мельничук.
Вчена працює над вивченням біологічної та клінічної ефективності фосфоліпідів молока у формі БАД «FLP-MD» і «Фосфомол» (капсульна, ліпосомальна) при лікуванні тварин за гепато- та ентеропатології.

### Наукові публікації
Вікторія Грищенко — авторка понад 500 публікацій, включаючи 14 підручників і навчальних посібників, 7 монографій та наукова брошура, 5 довідників, 130 навчально-методичних вказівок і наукових рекомендацій, 303 наукові статті і тези доповідей, 34 патенти на винахід, авторські свідоцтва, ТУ У на БАД «FLP-MD». За її участю створено більше 10 рецептів лікувально-профілактичних препаратів для великої рогатої худоби, коней, свиней та птиці різного віку і призначення (диспепсія, анемія, порушення обміну речовин, стимуляція продуктивних якостей тварин).
- Біохімічне та клінічне обґрунтування застосування засобів репаративної терапії на основі фосфоліпідів молока при ентеропатології телят []: автореф. дис. … д-ра вет. наук: 03.00.04 / В. А. Грищенко ; Нац. аграр. ун-т. — К. : Б.в., 2006. — 44 с.
- Показники ліпідного та жовчно-кислотного обмінів за експериментального медикаментозного гепатиту таїх корекція [Текст]: автореф. дис. … канд. біол. наук: спец. 03.00.04 / О. М. Литвиненко ; наук. кер. В. А. Грищенко ; Нац. університет біоресурсів і природокористування України. — К., 2010. — 24 с.
- Аналітичні методи досліджень. Хроматографічні та електрофоретичні методи аналізу: теоретичні основи й методики [Текст]: навч. посіб. для підгот. студ. вищ. навч. закл. / В. М. Войціцький, С. В. Хижняк, В. А. Грищенко [та ін.]. — Київ: ЦП «Компринт», 2017. — 268 с. — Бібліогр.: с. 266—267. — ISBN 978-966-929-447-0
- Ветеринарна біохімія [Текст]: навч. посіб. для студ. внз / В. А. Томчук, В. А. Грищенко, В. І. Цвіліховський. — Київ: ЦП «Компринт», 2017. — 568 с. — Бібліогр. в кінці розд. — ISBN 978-966-929-504-0

## Громадська діяльність
- членкиня Українського біохімічного товариства (з 1992);
- відповідальна редакторка наукового журналу «Ukrainian journal of veterinary sciences» (з 2018).
- завідувачка відділу наукової атестації в Університеті Національного університету біоресурсів і природокористування України (з 2012);
- членкиня журі Національного етапу Міжнародного конкурсу науково-технічної творчості школярів Intel ISEF 2019 (International Science and Engineering Fair).

## Нагороди та відзнаки
- Державна премія України в галузі науки і техніки (2012 р.) за цикл наукових праць «Механізми функціонування органів системи травлення».
- Премія імені С. З. Гжицького (2018 р.) за цикл робіт «Метаболічні процеси, резистентність та продуктивність корів і телят та способи їх регуляції».
- Почесна грамота з нагоди 105-річчя з дня заснування НАУ (2004 р.);
- Подяка Київського міського голови за високу майстерність у професійній діяльності та плідну роботу в підготовці фахівців високої кваліфікації (2006 р);
- Подяка Вищої атестаційної комісії ВАК України (2006 р);
- «Киянка року — 2007»;
- Подяка Комітету з Державних премій України в галузі науки і техніки за багаторічну і плідну працю на посаді секретаря секції «Біологія» (2009 р);
- Почесна грамота від Київської міської Державної Адміністрації та з нагоди Дня науки (2013 р).